# Stürmann
Stürmann ist eine Hofschaft  im Norden der bergischen Großstadt Wuppertal.

## Lage und Beschreibung

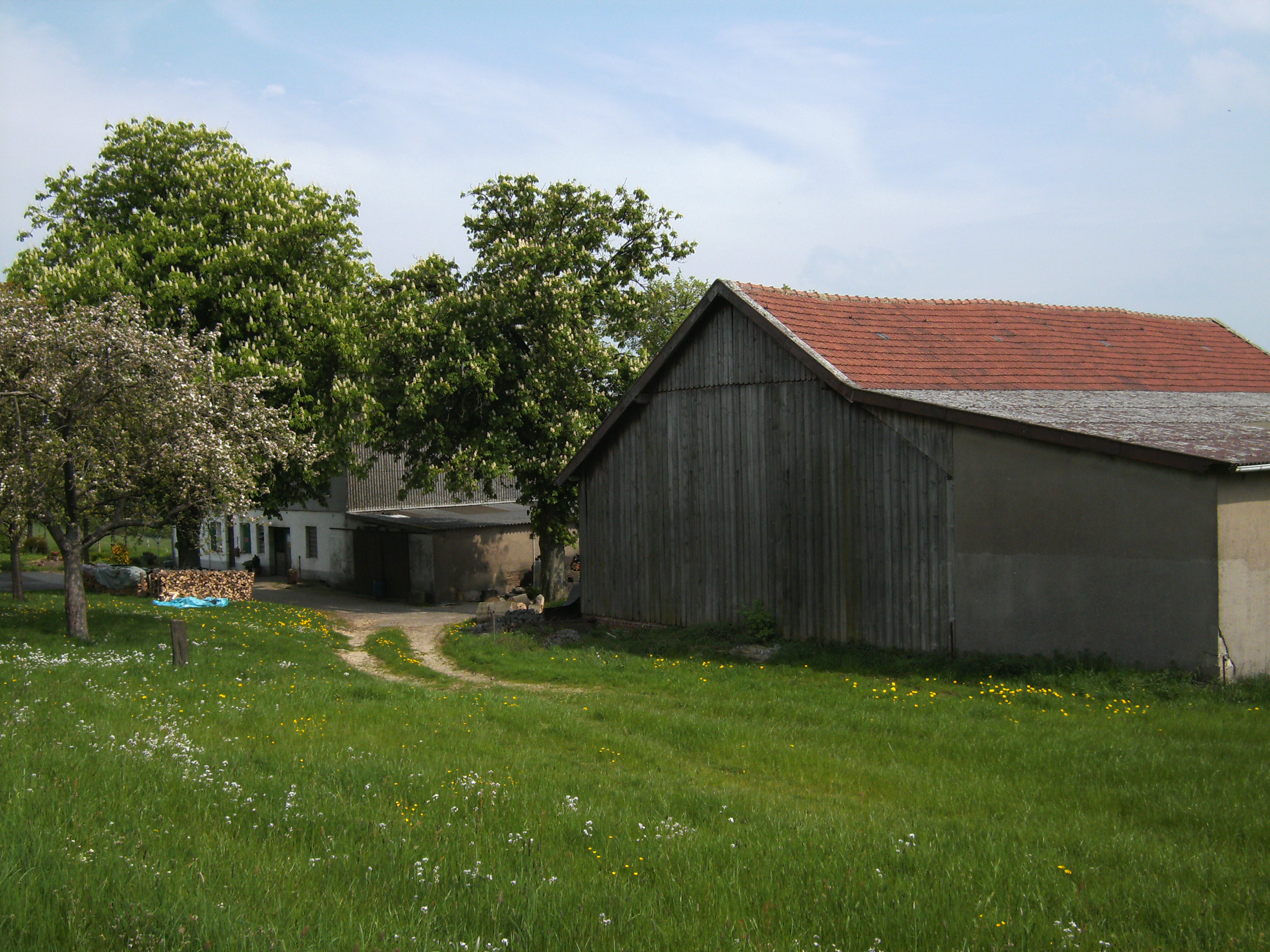
Ansicht von Stürmann

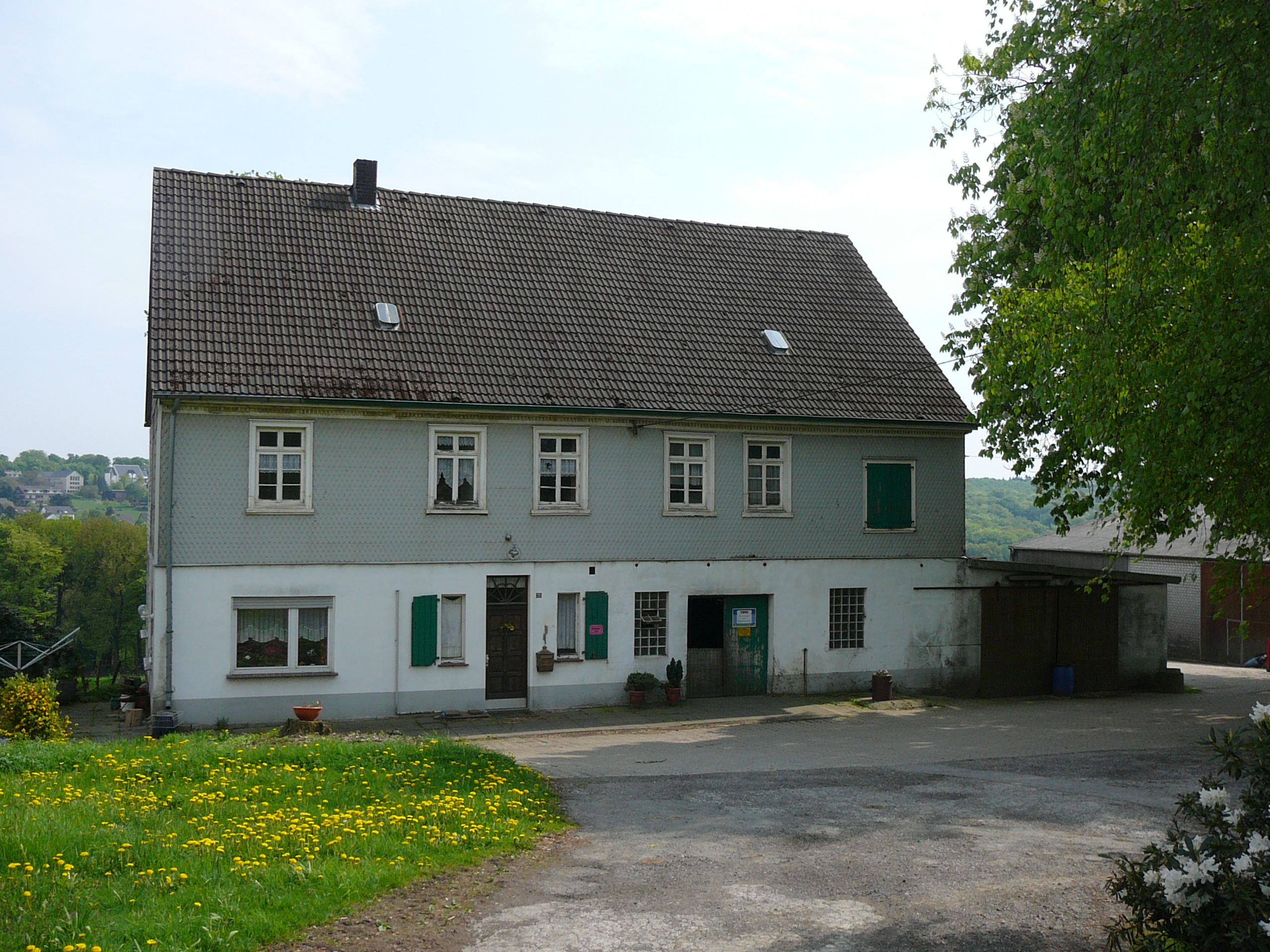
Haus in Stürmann

Die Hofschaft liegt im Norden des Wohnquartiers Dönberg im Stadtbezirk Uellendahl-Katernberg auf einer Höhe von 284 m ü. NHN am Stürmannsweg nahe der Stadtgrenze zu Velbert.
Benachbarte Orte sind neben Dönberg die Wohnplätze und Hofschaften Neue Wiese, Busch, Pottstemmer, Am Strauch, Danz, Danzberg, Winterberg, Ibach, Schmiede, Weißenibach, Weißenhaus, Am Brass, Grades, Jungenholz, Engelshaus, Schell, Bruch, Dümpel und Schimmelshaus.
In der lokalen Mundart wurde der Ort als am Stürmann oder auch als Bredter Busch bezeichnet.

## Geschichte
Im 19. Jahrhundert gehörte Stürmann zu den Außenortschaften der Bauerschaft und der Kirchengemeinde Dönberg in der Bürgermeisterei Hardenberg, die 1935 in Neviges umbenannt wurde. Damit gehörte es von 1816 bis 1861 zum Kreis Elberfeld und ab 1861 zum alten Kreis Mettmann. 
Im Gemeindelexikon für die Provinz Rheinland von 1888 werden ein Wohnhaus mit 17 Einwohnern angegeben.
Mit der Kommunalreform von 1929 wurde der südliche Teil von Dönberg abgespalten und mit weiteren, außerhalb von Dönberg liegenden Nevigeser Ortschaften in die neu gegründete Stadt Wuppertal eingemeindet, der Rest Dönbergs mit Stürmann verblieb zunächst bei Neviges. Durch die nordrhein-westfälische Gebietsreform kam Neviges mit Beginn des Jahres 1975 zur Stadt Velbert und das restliche Dönberg wurde ebenfalls in Wuppertal eingemeindet.